# Monochrome (張根碩專輯)
《Monochrome》（日语：モノクローム）是韓國男歌手張根碩的第三張日語專輯，在2015年2月25日以三個版本：豪華初回限定盤、通常盤及Fan Club盤推出。

## 概觀
2014年12月17日，張根碩的官方網站發放了《Monochrome》的發行消息。其後專輯所有版本的封面與所有收錄曲目分別在1月26及2月17日披露。

### 發行版本
此專輯共分為3個發行版本：
- 豪華初回限定盤（編號：PCCA-04144）：此版本包括一片CD及一片收錄《Monochrome》製作花絮的DVD，同時附贈寫真書和活動抽獎券[5]。

- 通常盤（編號：PCCA-04145）：此版本包括了一片CD（比豪華初回限定盤和Fan Club盤多收錄一首歌《天空與你》（日语：空と君と）），同時附贈四種小卡其中一種和活動抽獎券[6]。

- Fan Club盤（編號：ERCA-00062）：此版本包括一片CD，同時附贈小冊子、親筆簽名感想和活動抽獎券，並只限歌迷會會員購買[2]。

## 曲目
除了《天空與你》（日语：空と君と）只收錄於通常盤外，以下曲目所有版本皆有。
| 曲目     | 曲目             | 曲目     | 曲目                  | 曲目              | 曲目  |
| 曲序     | 曲目             |          | 作曲                  | 编曲              | 时长  |
| -------- | ---------------- | -------- | --------------------- | ----------------- | ----- |
| 1.       | 如同白雪（）     | 昆真由美 | 崔哲豪（최철호） 徐賢日（서현일） | 徐賢日 梁光一（양광일） | 3:58  |
| 2.       | 不響的鬧鐘（）   | 加藤哉子 | 崔哲豪 徐賢日         | 徐賢日 金裕燦（김유찬） | 3:48  |
| 3.       | 黎明之前（）     | H.U.B.   | 崔哲豪 徐賢日         | 徐賢日 梁光一     | 3:37  |
| 4.       | 陽光背後（）     | Satomi   | 崔哲豪 徐賢日         | 徐賢日 梁光一     | 4:28  |
| 5.       | 天空與你（）     | MEG.ME   | 崔哲豪 金範洙（김범수）     | 金範洙            | 5:13  |
| 6.       | 公路賽（）       | 加藤哉子 | 崔哲豪 曹永勳（조영훈）     | 曹永勳            | 3:20  |
| 7.       | 在一把傘下（）   | 小川智之 | 崔哲豪 曹永勳         | 曹永勳            | 4:43  |
| 8.       | 風（）           | Satomi   | 崔哲豪 徐賢日         | 徐賢日 孫昇憲（손승헌） | 4:43  |
| 9.       | 朝陽光的方向（） | 源井和仁 | 崔哲豪 徐賢日         | 徐賢日 金裕燦     | 3:50  |
| 10.      | 當春天（）       | 小川智之 | 崔哲豪 徐賢日         | 徐賢日 金裕燦     | 4:26  |
| 11.      | 讓我們回家（）   | Luna     | 崔哲豪 曹永勳         | 曹永勳            | 4:16  |
| 总时长： | 总时长：         | 总时长： | 总时长：              | 总时长：          | 46:25 |

| DVD（豪華初回限定盤）： | DVD（豪華初回限定盤）： |
| 曲序                    | 曲目                    |
| ----------------------- | ----------------------- |
| 1.                      | 專輯製作花絮            |

## 銷售榜單成績

### Oricon公信榜
| Oricon榜單 | 最高位置 | 銷售量 | 總銷量  | 停留時間 |
| ---------- | -------- | ------ | ------- | -------- |
| 專輯日榜   | 3        | 26,917 | 32,537+ | 星期     |
| 專輯週榜   | 3        | 32,537 | 32,537+ | 星期     |
| 專輯月榜   | 9        | 32,537 | 32,537+ | 星期     |

## 發行歷史
| 地區 | 日期          | 格式          | 廠牌            |
| ---- | ------------- | ------------- | --------------- |
| 日本 | 2015年2月25日 | CD、 數位下載 | 波麗佳音 Tree J |